# Kostel svatého Prokopa (Libušín)
Kostel svatého Prokopa v Libušíně (okres Kladno) je významnou novogotickou sakrální stavbou, postavenou v roce 1908. Od té doby slouží jako důležité duchovní a kulturní centrum obce. Kostel je zasvěcen svatému Prokopovi, patronu horníků, což odráží historickou vazbu Libušína na těžbu uhlí. Dnes je kostel sv. Prokopa součástí Římskokatolické farnosti u kostela sv. Václava v Kladně-Rozdělově a je význačnou kulturní památkou Libušína.

## Historie

### Založení
Ve 2. polovině 19. století došlo v oblasti Kladenska a především v okolí Libušína k výraznému rozvoji hornictví, což zásadně ovlivnilo podobu a život místních obcí. Prudce rostoucí těžba černého uhlí způsobila, že se původně malá hornická obec Libušín rozrostla z přibližně 500 obyvatel na více než 4000 během několika desetiletí. S tímto růstem bylo úzce spjato i budování veřejné infrastruktury včetně škol a dalších institucí. Jedním z nejvýraznějších a nejdůležitějších projektů té doby byla stavba nového kostela, který měl sloužit nejen místní farní komunitě, ale především školním dětem, jejichž počet ve dvou obecných a jedné měšťanské škole přesáhl hranici 1000.
Do té doby docházely děti i věřící na bohoslužby do starobylého románského kostelíka sv. Jiří na nedalekém Hradišti, což však znamenalo téměř dvoukilometrovou cestu. Vzhledem k prudkému nárůstu počtu obyvatel a školáků i praktickým potřebám obce se proto místní školní rada rozhodla postavit nový kostel přímo v Libušíně. Protože však obec tehdy ještě neměla vlastní farnost, nový kostel byl původně zřízen jako školní kaple.

### Průběh výstavby
V lednu roku 1906 byly přijaty plány třeboňského architekta Mockera, pocházejícího z významné architektonické rodiny, jejíž členové stáli například za dostavbou chrámu sv. Víta v Praze. Samotné stavební práce byly zadány o rok později, v květnu 1907, libušínskému staviteli Josefu Ullmannovi. Stavba rychle postupovala a už 5. listopadu 1908 proběhlo její slavnostní vysvěcení tehdejším pražským arcibiskupem, kardinálem Leo Skrbenským z Hříště. Kostel byl zasvěcen sv. Prokopovi, českému světci a patronovi horníků, což bylo pro hornickou obec Libušín mimořádně symbolické.

### Kostel za válečného období

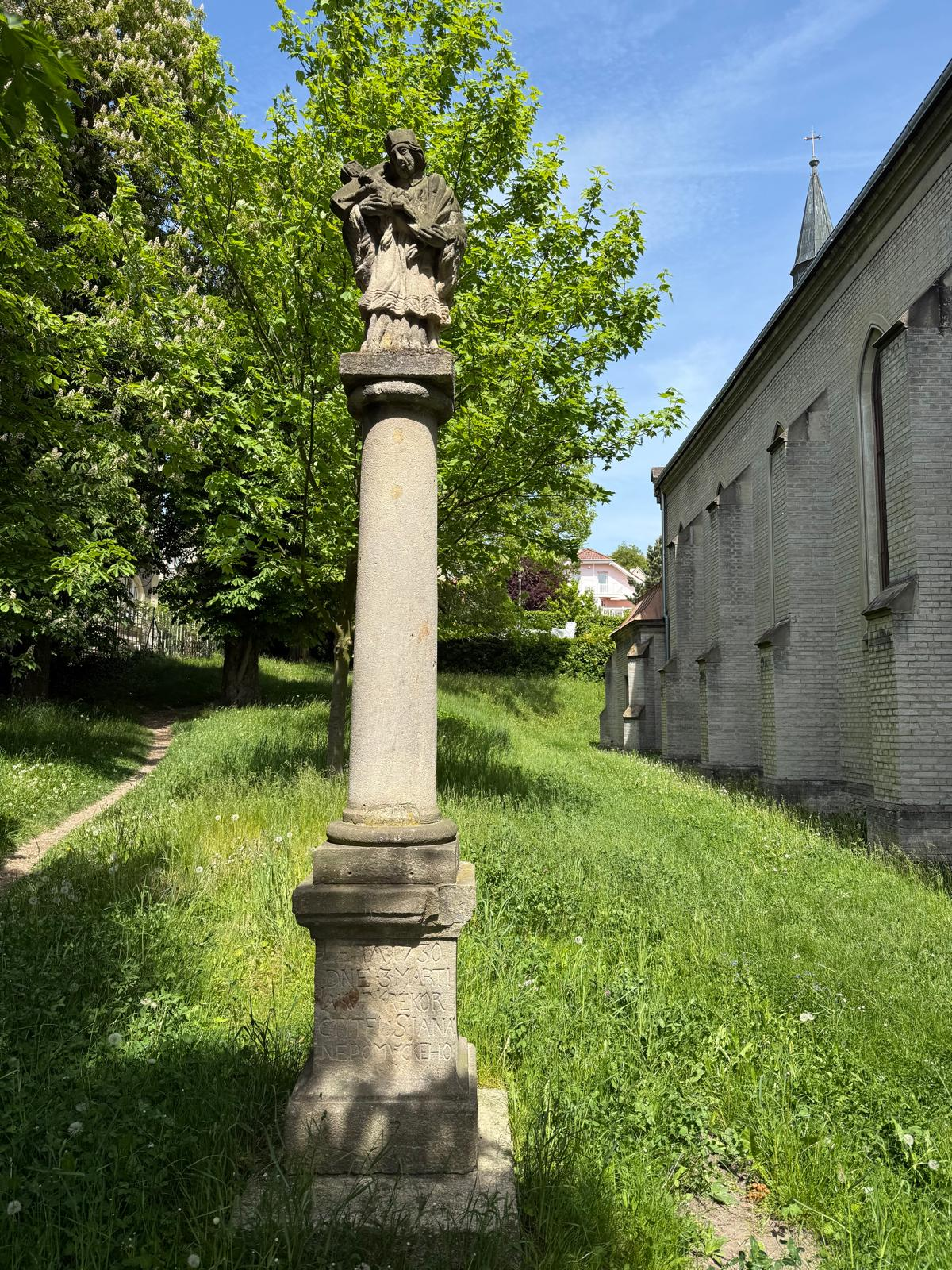
Sloup sv. Jana Nepomuckého

Osud kostela však nebyl vždy příznivý.  Za první světové války (1914–1918) byl kostel sv. Prokopa zasažen především válečnou rekvizicí kovů. Tehdejší zvony musely být odevzdány válečnému průmyslu, byly sejmuty a zkonfiskovány, stejně jako z tisíců jiných kostelů po celé zemi.
Mezi válkami byly v roce 1932 pořízeny nové zvony, aby nahradily ty ztracené. Bohužel však přišla další válka a s ní nové ztráty.
Za druhé světové války (1939–1945) kostel čelil obdobnému osudu. V roce 1942 byly i nové meziválečné zvony zrekvírovány německou okupační správou. Zvony byly sundány a odvezeny k přetavení pro válečné účely.
Po válce přišly další rány. V roce 1949 byl státem zabaven veškerý církevní majetek. Kostel zůstal v užívání pro bohoslužby, ale péče o něj byla značně zanedbaná. V 70. a 80. letech 20. století už byl objekt ve velmi špatném stavu — kvůli důlní činnosti v podzemí začaly praskat zdi, propadat se podlaha, rozpadala se střecha i krov a vandalové rozbili většinu oken, včetně těch cenných malovaných vitráží. V roce 1986 byl kostel uzavřen z důvodu havarijního stavu.

### Obnova kostela
Po roce 1989, kdy došlo ke změně politického režimu, byla v roce 1991 zahájena postupná rekonstrukce. Díky štědrosti dárců a nadšení místních obyvatel se podařilo do roku 2001 obnovit všechna vitrážová okna do původní podoby podle historických návrhů. V roce 1999 se na věž vrátil nový zvon Libuše a v roce 2005 byl zavěšen další zvon zasvěcený Nejsvětějšímu Srdci Páně.

## Stavba kostela

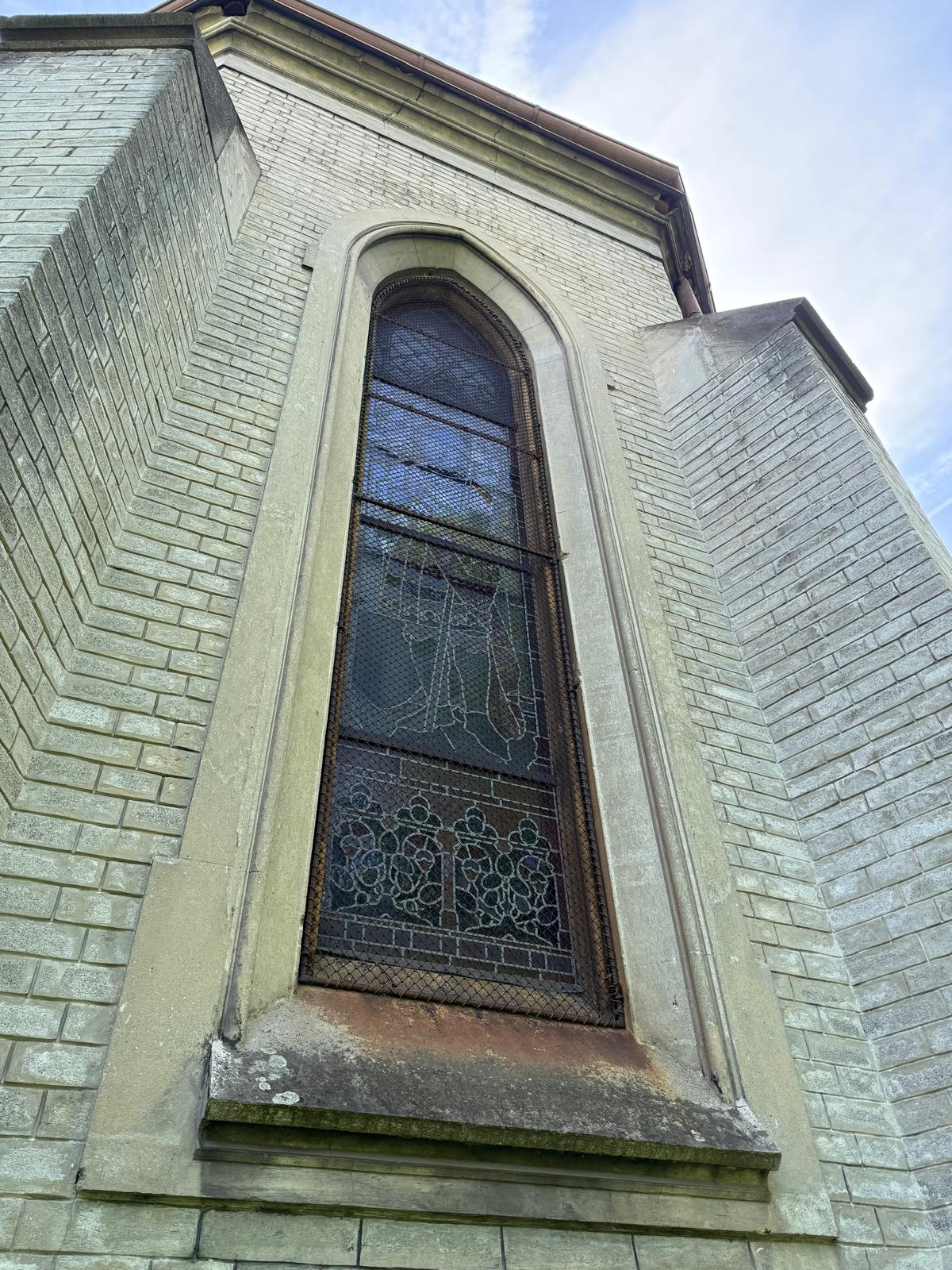
Neogotické okno

Novogotická stavba měří na délku 40 metrů, je 14 metrů široká a v nejvyšším bodě dosahuje výšky 16 metrů. Kvůli častým otřesům z podzemních dolů však nesměla být příliš vysoká. Dominantu tvoří třípatrová čtyřboká věž s výškou 32 metrů, osazená hodinami z roku 1896, které zhotovil hodinář V. Krečmer. Hlavní vstup do kostela je vyvýšený a chrámová osa je neobvykle situována od jihu k severu, což je v protikladu k tradičnímu východozápadnímu uspořádání kostelních staveb.
Jádro stavby tvoří obdélníková loď s přilehlým presbytářem, ke kterému přiléhá malá věžička. Kostel má celkem pět vchodů. Okna byla zhotovena z katedrálního skla firmou Josefa Kryšpína z Prahy podle návrhů akademického malíře Adolfa Liebschera, významné osobnosti české výtvarné scény přelomu 19. a 20. století. Pět z těchto šestnácti oken je zdobeno postavami svatých — sv. Václava, sv. Prokopa, sv. Jiřího, sv. Josefa a sv. Anny s Pannou Marií.
V těsném sousedství kostela stojí sloup se sochou sv. Jana Nepomuckého z roku 1735, barokní památka, která je dnes nejstarší dochovanou sochařskou památkou v Libušíně.
Interiérovou výzdobu provedl libušínský malíř Vilém Kořan podle návrhů Rudolfa Růžičky, profesora kreslení na c. k. státní reálce v Kladně. Na obrazové výzdobě se podíleli také místní učitel Adolf Kolář a tehdejší student uměleckoprůmyslové školy Adla Schön. Varhany vyrobila renomovaná firma J. Hubička z Prahy a kostelní lavice zhotovil libušínský řemeslník Jan Maštalíř. Oltář pochází z dílny Bohumila Mudrocha z Prahy.
Původní zvony od vysvěcení v roce 1908 nesly jména František Josef, Prokop a Jiří a byly zhotoveny firmou Diepoldova v Praze. Ty byly ovšem za válečného období zabaveny. Po obnově kostela se na věž vrátily nové zvony – zvon Libuše (1999) a zvon zasvěcený Nejsvětějšímu Srdci Páně (2005).

## Exteriér

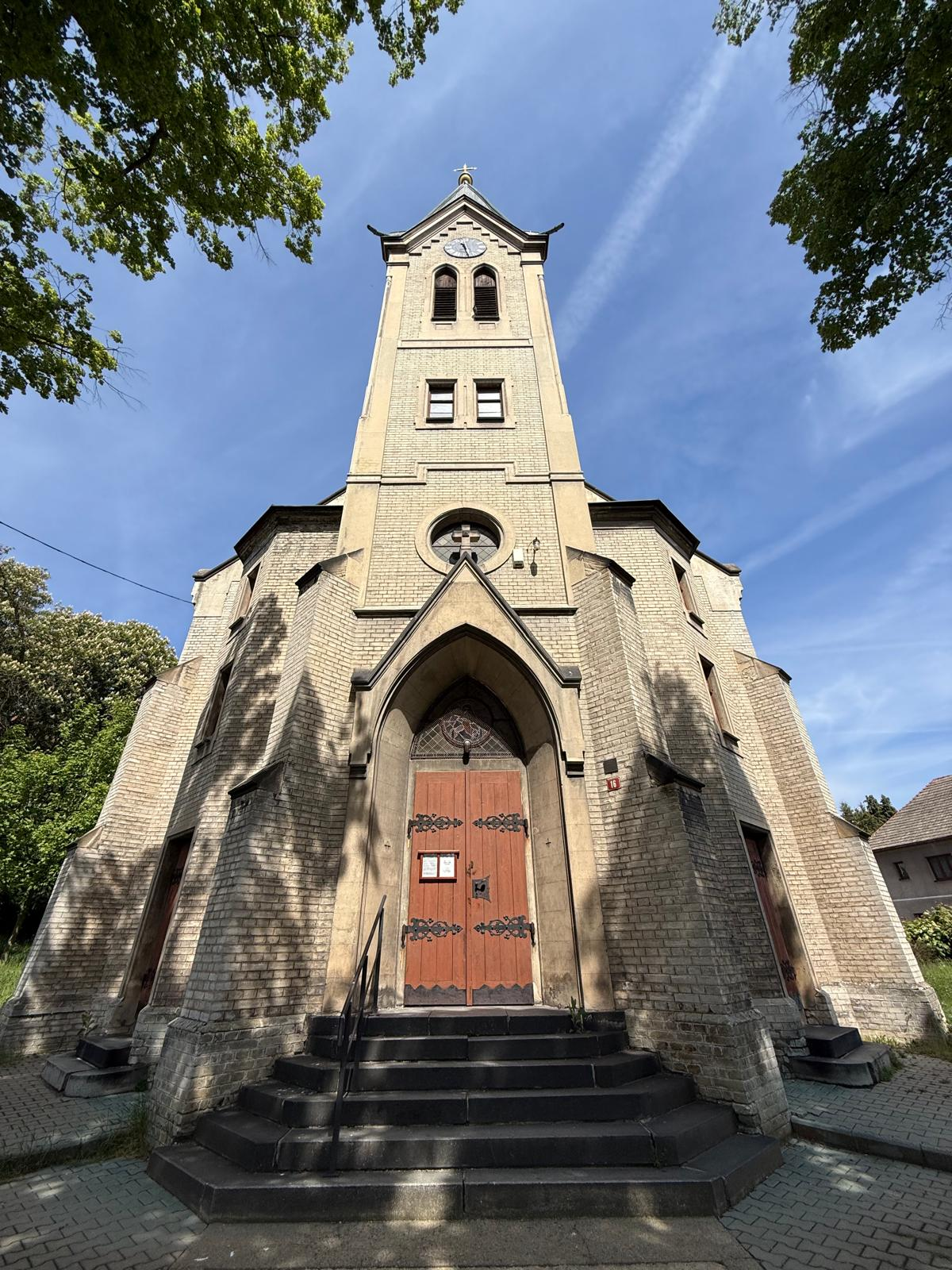
Jižní průčelí

Kostel je jednolodní, s obdélníkovou lodí a polygonálně zakončeným presbytářem. Orientace stavby je netradiční – osa směřuje od jihu k severu. Dominantním prvkem je čtyřpatrová čtyřboká věž o výšce 32 metrů, umístěná při hlavním průčelí. V přízemí je vstupní portál. Nad portálem je nezdobená rozeta. V nejvyšším patře jsou dvě okna ukončená lomeným obloukem. Ostění je velmi jednoduché. Vstup na věž je zabezpečen točitým schodištěm umístěným vedle portálu, které má vlastní vchod.
Hlavní vstup je situován ve zvýšené poloze a přístupný po schodišti. Vchod má dřevěné dveře s kovanými prvky, které stylově odpovídají historizujícímu charakteru stavby. Schodiště před vstupem je kamenné, šestistupňové, opět z prostého materiálu, bez zbytečné ornamentiky. Celý portál je komorní, působí skromně, ale zachovává gotickou vertikalitu. Zachovává tvar lomeného oblouku je ohraničen dvěma sloupky připomínající odstupňované opěrné pilíře. V tympanonu nad dveřmi je stylizovaná rozeta s vitráží.
Fasáda je čistá, bez výrazné dekorace a je členěna opěrnými pilíři, které zpevňují konstrukci a naznačují vnitřní klenební systém. Korunní římsa je mírně vystupující a chrání zdivo pod střechou. Střecha je sedlová, nad presbytářem se nachází menší věžička (sanktusník), která slouží k zavěšení zvonku. Okna jsou vysoká, úzká, zakončená lomeným obloukem, typickým pro gotiku. Jedná se o vitrážová okna která mají jemné geometrické i figurální motivy. Zvenčí jsou chráněna kovovou mříží – jde o pozdější ochranný prvek.
Stavba je provedena z pálených cihel, viditelně přiznaných a neomítnutých, což je pro neogotiku běžné. Sokl je zvýrazněn použitím tmavších nebo kamenných prvků, které chrání zdivo před vlhkostí. Ostění otvorů (oken i dveří) je kamenné s ostře řezanými hranami a profilací.
Stavba působí elegantně a vyrovnaně díky uměřenému použití gotických prvků a jednoduchému architektonickému stylu. Estetika spočívá ve vertikále, proporci a materiálové čistotě, nikoli v bohaté výzdobě.

## Interiér

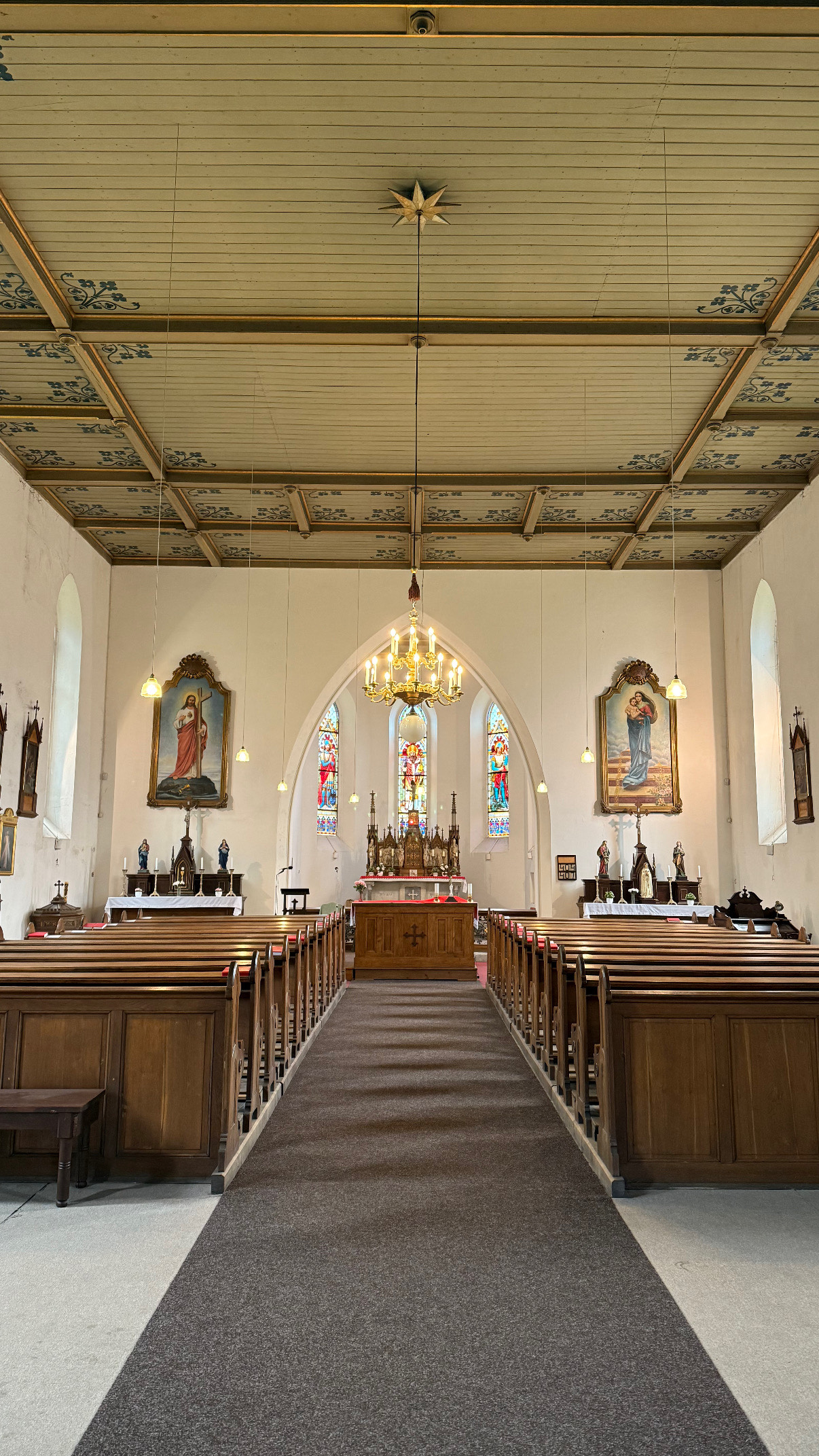
Loď kostela

Vnitřní zařízení je novogotické a slohově jednotné se stavbou. Kombinace světlého zdiva a tmavých prvků (dveře, ostění) vytváří decentní kontrast a plasticitu. Celkově interiér působí velmi čistě a přehledně.

### Hlavní loď
Loď i presbytář jsou plochostropé. Celý strop je obložen dřevěnými prkny s malovanými florálními ornamenty. Je členěn do kazetových polí, oddělených lištami s pozlacenými hranami. V centrální ose lodi visí dominantní zlatý lustr. Na zadní stěně se nachází vyvýšený kůr s varhanami. Je celodřevěný, s jemným kazetovým členěním. Boční stěny obsahují obrazy svatých v bohatě zdobených rámech a menší oltáře. Na těchto stěnách se také nachází vitrážová okna s lomenými oblouky. Lomeným obloukem je také vybavena stěna rozdělující hlavní loď od presbytáře.  

### Presbytář
Presbytář je polygonálně zakončen. Oltář v kontrastu s celou stavbou je sice menší, ale monumentální a bohatě zdobený – dřevořezby postav svatých a gotizující architektura oltářního retabulum. Za oltářem jsou tři vitrážová okna s postavami svatých – svatý Václav, svatý Prokop a archanděl Michael.

## Patron kostela a duchovní správa

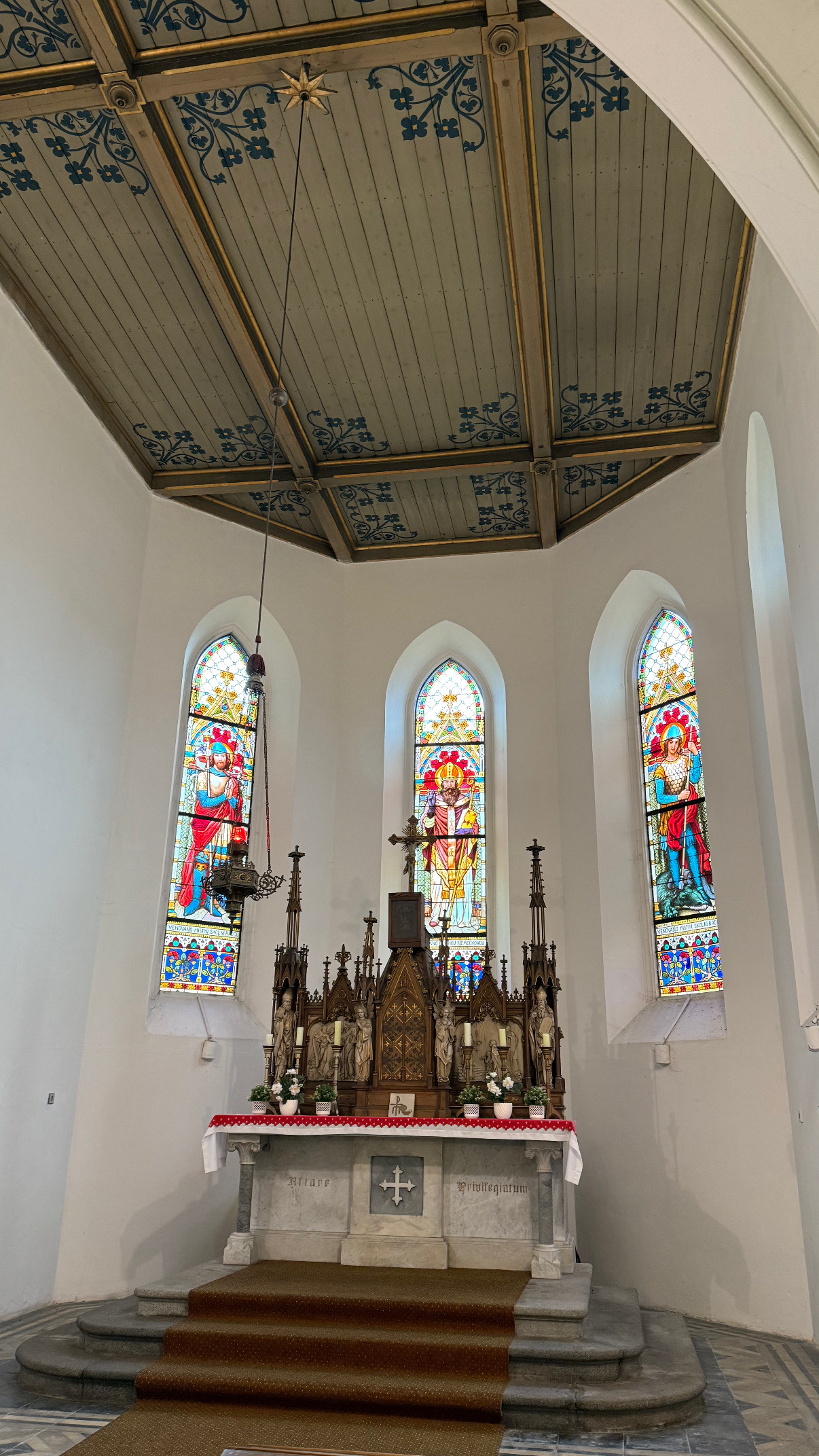
Presbytář s oltářem

Patronem kostela je sv. Prokop, český světec a jeden z patronů země, jehož život sahá na přelom 10. a 11. století. Prokop byl původně světským knězem, posléze poustevníkem a spolu s knížetem Oldřichem v roce 1032 zakladatelem Sázavského kláštera, kde byl prvním opatem. Byl zastáncem slovanské liturgie a významným duchovním symbolem českého středověkého křesťanství. Kanonizován byl roku 1204.
Duchovní správa byla v Libušíně zřízena 15. března 1913, dosud obec spadala pod správu ve Smečně. Prvním duchovním správcem se stal P. František Suchý, následován P. Josefem Mudrou a v těžkém období 2. světové války působil v Libušíně P. Jaroslav Josef Michal, který se později stal profesorem kanonického práva na bohoslovecké fakultě v Litoměřicích.

## Současnost (v roce 2025)
Kostel sv. Prokopa byl původně farním kostelem, ale od roku 2009 patří jako filiální kostel pod Římskokatolickou farnost u kostela sv. Václava v Kladně-Rozdělově. Pravidelné nedělní bohoslužby se zde konají dodnes a kostel postupně získává zpět svou důstojnost a oblibu mezi místními obyvateli. Během liturgického roku se zde slaví významné církevní svátky, jako jsou Velikonoce a Vánoce. Stále častěji se v něm pořádají také koncerty, výstavy a další kulturní akce, čímž se stává živou součástí společenského života Libušína. Kostel je symbolem identity města a místem setkávání pro obyvatele. Jeho zachování a využití odráží úsilí místní komunity o udržení kulturního dědictví.